# 齐勒乌泽克镇
齐勒乌泽克镇，是中华人民共和国新疆维吾尔自治区伊犁哈萨克自治州特克斯县下辖的一个乡镇级行政单位。
2014年5月26日，新疆维吾尔自治区人民政府批复同意撤销齐勒乌泽克乡建制，设立齐勒乌泽克镇。

## 行政区划
齐勒乌泽克镇下辖以下地区：
阿克奇村、齐勒乌泽克村、科博村、托提库勒村、巴喀勒克村、喀默斯提布拉克村、阿腾套牧业村、苏阿苏牧业村和吾尔塔米斯牧业村。